# Glacier Humboldt
Pour les articles homonymes, voir Humboldt.
Le glacier Humboldt, en groenlandais Sermersuaq, est le plus grand glacier côtier de l'hémisphère nord, avec un front glaciaire de 110 km de largeur. Il longe le bassin Kane, au nord-ouest du Groenland. Il est nommé d'après le naturaliste allemand Alexander von Humboldt.